# Bürogemeinschaft
Die Bürogemeinschaft ist meist ein Zusammenschluss von Mitgliedern des gleichen oder ähnlichen Berufes zum Arbeiten in gemeinsamen Büroräumen. Die Mitglieder dieser Bürogemeinschaft benutzen gemeinsam die Räume und ggf. das Personal des Büros zu ihrer jeweils selbständigen Berufsausübung.
Die einzelnen Berufsträger sind meist eigenständig tätig, das heißt, sie rechnen ihre Tätigkeit auch selbständig gegenüber dem Auftraggeber ab. Die Mitglieder einer Bürogemeinschaft haften nicht für die Tätigkeit der anderen Mitglieder. Diese Merkmale unterscheiden sie von der Sozietät.
Der Zweck der Bürogemeinschaft ist die gemeinsame Nutzung von Arbeitsmitteln (beispielsweise Räumen und technischen Einrichtungen) und von Personal ohne Aufgabe der eigenen Selbständigkeit.
Bürogemeinschaften, die bei Ärzten auch als Praxisgemeinschaft (nicht aber als Gemeinschaftspraxis) bezeichnet werden, gibt es häufig bei den Angehörigen freier Berufe aber auch bei sonstigen, meist nicht produzierenden Gewerbetreibenden.
Der Begriff Firmenpool beinhaltet Gemeinschaftsbüro von Unternehmen aus verschiedenen Sparten. In erster Linie KMUs nutzen diese Möglichkeit Dienstleistungsangebote im Ausland mit einer Kostenersparnis zu kombinieren. Die Unternehmen teilen sich die Räumlichkeiten und können jeweils auf die Expertise des Teams vor Ort zugreifen. Eine neue Entwicklung ist das Coworking.